# Holanda (topônimo)
Os Países Baixos são comumente conhecidos em português como Holanda, todavia esta é uma denominação imprópria, pois Holanda é apenas uma das regiões dos Países Baixos, hoje formada pelas províncias da Holanda Setentrional e Holanda Meridional. Em 2019, o governo dos Países Baixos lançou uma campanha para que a nação seja mundialmente conhecida pelo seu nome correto e que o topônimo "Holanda" seja evitado para fazer menção a todo o país.

## Países Baixos
Em neerlandês (idioma também popularmente denominado "holandês") o nome do reino europeu é Nederland, composto dos termos neder ("baixo") e land ("terra", "país") e cuja tradução literal seria País Baixo ou Neerlândia. O uso do nome no plural tem origem no período histórico da existência da República das Sete Províncias Unidas dos Países Baixos, de 1581 a 1795. A motivação onomástica é evidente, pois "Países Baixos" remete à situação topográfica da zona em que se encontra, formada por pântanos e planícies em sua maioria a poucos metros abaixo do nível do mar.

## Holanda

Posição da Holanda do Norte e Holanda do Sul dentro dos Países Baixos.

O topônimo Holanda é comumente usado como sinônimo de Países Baixos como um todo, contudo faz referência a apenas à parte centro-oeste do país. Esta parte consiste em apenas duas das doze províncias dos Países Baixos, que são a Holanda Setentrional e a Holanda Meridional.
Historicamente, a Holanda foi a mais poderosa província dos Países Baixos, o que explicaria de certa forma o emprego deste pars pro toto (a parte pelo todo).
O nome Holanda em detrimento de Países Baixos é também usado coloquialmente pelos próprios neerlandeses (gentílico apropriado para os habitantes dos Países Baixos), principalmente para se referir à sua seleção nacional de futebol.
Em algumas províncias dos Países Baixos, especialmente na Frísia e em Limburgo, o gentílico holandês é usado em sentido pejorativo para identificar os supostamente arrogantes habitantes da Holanda do Norte e da Holanda do Sul. Geralmente, habitantes de outras províncias não apreciam ser chamados "holandeses".[carece de fontes?]
A confusão existente entre a parte (Holanda) pelo todo (Países Baixos) também ocorre noutros países, como o uso de Inglaterra para fazer referência a todo o Reino Unido e, antigamente, o uso de Rússia como sinônimo de União Soviética.
A etimologia do topônimo "Holanda" não é totalmente clara, mas, mais provável, é que o nome seja composto de "holt" (bosque ou selva) e "land" (terra ou país), literalmente "país dos bosques".